# Dineshpur
Dineshpur es un pueblo y  nagar Panchayat situado en el distrito de Udham Singh Nagar,  en el estado de Uttarakhand (India). Su población es de 11343 habitantes (2011). 

## Demografía
Según el censo de 2011 la población de Dineshpur era de 11343 habitantes, de los cuales 5888 eran hombres y 5455 eran mujeres. Dineshpur tiene una tasa media de alfabetización del 76,04%, inferior a la media estatal del 78,82%: la alfabetización masculina es del 83,73%, y la alfabetización femenina del 67,73%.